# Tinissa rigida
Tinissa rigida är en fjärilsart som beskrevs av Edward Meyrick 1910. Tinissa rigida ingår i släktet Tinissa och familjen äkta malar. Inga underarter finns listade i Catalogue of Life.